# クルーティの戦い
クルーティの戦い（ウクライナ語: Бій під Крутами, [ビイー・ピッド・クルータミ]） は，1918年1月29日にキエフの東北130キロにあるクルーティ鉄道駅（クルーティ町）で起こった戦い。この戦いは，4000兵士のボルシェビキ軍と400人の小さなウクライナのユニット（その中で300人は学生）の間に行われた。
ウクライナ・ソビエト戦争中に，多くのウクライナ人の心の中で特別な意味を獲得し，この戦闘は、ポルタヴァの戦いと並んでウクライナの歴史の転機となった出来事として語られ、ウクライナの若者の英雄的行為である。およそ400人の男性の約半数が戦闘で殺された。戦闘後にボルシェビキに捕獲された27人の学生が処刑された。戦いの真実は，ソビエト連邦の政府によって隠されていた。
ごく近年になって，80周年を記念してアスコルドの墓に位置したクルーティの戦いの碑を作成し，記念フリヴニャコインが鋳造された。

## 仮リンク
- キエフ大学